# La Colmena, Oaxaca
La Colmena är en ort i Mexiko.   Den ligger i kommunen San Simón Zahuatlán och delstaten Oaxaca, i den sydöstra delen av landet, 210 km sydost om huvudstaden Mexico City. La Colmena ligger 1 910 meter över havet och antalet invånare är 254.
Terrängen runt La Colmena är huvudsakligen kuperad. La Colmena ligger uppe på en höjd. Runt La Colmena är det glesbefolkat, med 18 invånare per kvadratkilometer. Närmaste större samhälle är Mariscala de Juárez, 13,8 km väster om La Colmena. I omgivningarna runt La Colmena växer huvudsakligen savannskog.